# SDI Media Denmark
SDI Media Denmark (tidigare Sun Studio A/S) var ett danskt företag som dubbade filmer och tv-serier. Den 11 september 2006 blev det ett dotterbolag till SDI Media Group. Sun Studio hade verksamhet i Norge, Finland, Sverige, Belgien, Island, Polen och Nederländerna; för den svenska verksamheten, se Sun Studio (dubbningsstudio).

## Dubbning
Alla rum[förklaring behövs] är konfigurerade med digitala inspelnings- och klippningsprogram - Pro Tools på en dator, Mac G5, med video playback. Akai hårddisk, Recording och V-MOD videoplaybackfaciliteter är också installerade. I alla studior finns en högkvalitetsmikrofonförförstärkare och dynamiska kedjor. Dessutom ett system från Neumann och Neve. I alla studior finns även ett stort antal olika mikrofoner.

### Dubbade serier
- Hannah Montana
- Magi på Waverly Place
- Händige Manny
- Jojo's cirkus
- Bumbibjörnarna

### Dubbade filmer
- Harry Potter-filmerna
  - Harry Potter och de vises sten
  - Harry Potter och Hemligheternas kammare
  - Harry Potter och fången från Azkaban
  - Harry Potter och Den Flammande Bägaren
  - Harry Potter och Fenixorden
- Stuart Little-filmerna
  - Stuart Little
  - Stuart Little 3: Call of the Wild
- Kalle och chokladfabriken
- Kung Fu Panda